# 竹脇直巳
竹脇 直巳（たけわき なおみ、1964年（昭和39年）5月18日 - ）は、日本のボブスレー代表選手。カルガリー・アルベールビル・リレハンメル・長野オリンピック大会に出場した。

## 略歴
1964年（昭和39年）5月18日に滋賀県安曇川町高島郡（現滋賀県高島市）に生まれ、滋賀県立高島高等学校時代は陸上短距離選手として100m10秒90の記録を持つ。1983年（昭和58年）に仙台大学に入学し、ボブスレー部に入部した。大学2年生の時に日本ジュニアチーム遠征メンバーに選ばれ、1988年（昭和63年）仙台大研究生でカルガリー五輪に初出場し、同年北野建設に就職し、長野市に移住する。以降1992年（平成4年）アルベールビル、1994年（平成6年）リレハンメル、1998年（平成10年）長野オリンピックに連続出場した。なおカルガリーオリンピックまではブレーカー（スタートダッシュでそりを押し出す役割）を務め、長野ではパイロット（最前列でボブスレーを操縦）に転向した。

## 成績
全日本ボブスレー選手権大会優勝記録
| 回数 | シーズン | 開催地         | 種目         | 優勝者                       |
| ---- | -------- | -------------- | ------------ | ---------------------------- |
| 20   | 1986     | 札幌手稲山     | 2人乗800m×2  | 堺孝夫・竹脇直己             |
| 20   | 1986     | 札幌手稲山     | 4人乗800m×2  | 岡地・脇田・宇佐美・竹脇直己 |
| 21   | 1987     | 札幌手稲山     | 2人乗800m×3  | 夜久雄爾・竹脇直己           |
| 31   | 1997     | 長野スパイラル | 2人乗1360m×2 | 竹脇直己・大堀孝             |

- 記録の出典：北海道ボブスレー・リュージュ連盟2001年9月3日発行『NIPPONそりスポーツ　ボブスレー・リュージュ・スケルトンの歩み』

冬季オリンピック出場記録
| 回数 | シーズン | 開催地         | 種目  | 成績 |
| ---- | -------- | -------------- | ----- | ---- |
| 15   | 1988     | カルガリー     | 4人乗 | 18位 |
| 16   | 1992     | アルベールビル | 2人乗 | 21位 |
| 17   | 1994     | リレハンメル   | 2人乗 | 18位 |
| 17   | 1994     | リレハンメル   | 4人乗 | 18位 |
| 18   | 1998     | 長野           | 2人乗 | 17位 |
| 18   | 1998     | 長野           | 4人乗 | 15位 |